# وصله ناجور مهمانی آخر هفته
وصلهٔ ناجور مهمانی آخر هفته (انگلیسی: The Weak-End Party) یک فیلم کمدی صامت آمریکایی است که در سال ۱۹۲۲ منتشر شد. از بازیگران آن می‌توان به استن لورل، ماریون آی، بیب لاندن و هری ال. راتنبری اشاره کرد.